# Kôdi Husimi
Kôdi Husimi (29 juin 1909 – 8 mai 2008), en japonais : 伏見康治, est un physicien théoricien japonais qui a été président du Conseil scientifique du Japon. Les arbres de Husimi en théorie des graphes, la Q-représentation de Husimi en mécanique quantique et le théorème de Husimi dans les mathématiques des origamis portent son nom.

## Formation et carrière
Husimi étudie à l'université de Tokyo et obtient son diplôme en 1933. Il y passe un an en tant qu'assistant, puis part pour l'université d'Osaka en 1934, où il commence bientôt à travailler avec Seishi Kikuchi,. À Osaka, il devient doyen de la faculté des sciences. Il a passe à l'université de Nagoya en 1961 ; il y dirige l'institut du plasma. Il prend sa retraite en 1973 et devient professeur émérite à la fois à Nagoya et à Osaka,.

## Contributions

### Physique
Un article de 1940 de Husimi introduit la Q-représentation de Husimi (en) en mécanique quantique,. Husimi a également donné son nom au pavage trihexagonal, fréquemment utilisé en mécanique statistique.

### Théorie des graphes
Dans le domaine mathématique de la théorie des graphes, le terme « arbre de Husimi » a été utilisé pour désigner deux types de graphes différents : les graphes cactus (qui sont les graphes où chaque arête appartient à au plus un cycle) et les graphes en blocs (qui sont les graphes où les diagonales entre sommets d'un cycle sont aussi des arêtes). Husimi a étudié les graphes cactus dans un article de 1950 et le nom d'« arbre de Husimi » leur a été donné dans un article ultérieur de Frank Harary et George Uhlenbeck. En raison d'une confusion, le nom a également été appliqué aux graphes en blocs, ce qui l'a rendu ambigu ; cette dénomination est abandonnée.

### Pacifisme et politique mondiale
Husimi a été l'un des premiers membres du Conseil scientifique du Japon (en) qu'il a rejoint en 1949, et c'est en grande partie grâce à ses efforts que le Conseil scientifique a publié en 1954 une déclaration proposant des principes pour l'utilisation pacifique de l'énergie nucléaire et s'opposant à la perpétuation de l'existence des armes nucléaires. Cette déclaration a conduit, à son tour, à la loi japonaise interdisant l'utilisation militaire de la technologie nucléaire. Husimi a été président du Conseil scientifique du Japon de 1977 à 1982. Il a également participé fréquemment aux conférences Pugwash sur la science et les affaires mondiales et a dirigé le Comité des Sept pour la paix mondiale.

### Mathématiques récréatives
Les intérêts récréatifs de Husimi comprenaient l'origami ; il a conçu plusieurs variantes de l'orizuru (la grue en papier traditionnelle), dont la base est un papier en forme de losange au lieu du carré habituel et a étudié les propriétés du système Yoshizawa-Randlett qui permettent de la faire varier au sein d'une famille continue de déformations. Avec sa femme Mitsue Husimi, il a écrit un livre sur les mathématiques des origamis, qui comprend un théorème caractérisant les modèles de pliage en quatre plis se rejoignant à un seul sommet qui peut être plié à plat. La généralisation de ce théorème à un nombre arbitraire de plis à un seul sommet est parfois appelée le théorème de Husimi.